# VirtualDub
VirtualDub – darmowe narzędzie do edycji multimedialnej na licencji GNU General Public License.
VirtualDub pozwala na edycję plików wideo oferując użytkownikowi szereg przydatnych funkcji takich jak kompresję, przeglądanie poklatkowe, zrzut klatek filmu do obrazów, usuwanie i dodawanie wybranych fragmentów filmu, nakładanie filtrów, a także wklejanie do filmu obrazów statycznych.
Program jest przejrzysty, stosunkowo łatwy w obsłudze, ale dysponuje rozbudowanymi opcjami obróbki wideo. Sam program zajmuje niewiele miejsca na twardym dysku, podczas przygotowywania projektu nie obciąża systemu oraz jest zdolny do pracy nawet na mało wydajnych komputerach (kosztem czasu działania).
Rozwój programu został zatrzymany w 2013 roku, zaś oficjalne forum dyskusyjne związane z VirtualDub zostało zamknięte dwa lata później. Pomimo faktu, że program nie był aktualizowany przez długi czas, pozostaje istotnym narzędziem, cenionym za prosty interfejs.

## Wymagania
Program ma niskie minimalne wymagania systemowo-sprzętowe, ale w praktyce do wygodnej pracy potrzebny jest wydajny procesor, ponieważ czas konwersji obrazu jest odwrotnie proporcjonalny do mocy procesora.
Do obróbki filmów o długości powyżej 10 min w rozdzielczości 640x480 zaleca się stosowanie procesorów powyżej 2.0 GHz i 512 MB pamięci RAM, gdyż dopiero takie parametry sprzętowe pozwalają na racjonalnie krótkie przetwarzanie obrazu.

## Możliwości
VirtualDub umożliwia kompresję zapisywanego filmu za pomocą większości popularnych algorytmów kodowania. Dostępność algorytmów jest uzależniona od zainstalowanych w systemie operacyjnym tzw. kodeków obrazu i dźwięku. Niektóre wymagają zainstalowania dodatkowych programów i wykupienia licencji na używanie danego algorytmu, gdyż są chronione prawem autorskim i patentowym. Wśród różnych popularnych algorytmów kodowania można wyróżnić MPEG-1 (tzw. Video CD, rozdzielczość: 352x288), MPEG-2 (tzw. SVCD, posiada cztery tryby rozdzielczości: 352 × 288, 720 × 576, 1440 × 1440, 1920 × 1152), MPEG-4 część 2 z odmianami DivX, Xvid.
Ogólnie obowiązuje zasada, że wraz ze wzrostem poziomu kompresji maleje jakość obrazu. Dla zwiększania wydajności można jedynie stosować coraz lepsze algorytmy analizy i przetwarzania obrazu.
Każdy z powyższych standardów różni się wydajnością kompresji, uzyskiwaną jakością i przeznaczeniem. Wybór konkretnego algorytmu jest uzależniony od celu kompresji. Standard MPEG-1 stosuje się do zapisywania filmów na nośnikach CD, mogących być odtwarzanymi nawet na wolnych czytnikach i starszych komputerach. Kompresja MPEG-2 wykorzystywana jest w filmach na nośnikach DVD. Do celów przesyłania strumienia wideo za pośrednictwem Internetu został opracowany algorytm MPEG-4 część 2. Po przystosowaniu do kompresji plików filmowych stał się powszechnie stosowany w przenośnych urządzeniach rejestracji obrazu oraz przy konwersji filmów do rozmiaru oferowanego przez płyty CD.
Wraz ze wzrostem złożoności algorytmów stawiane są coraz większe wymagania wobec mocy obliczeniowej komputerów. Obecnie standardowo filmy są kodowane w czasie porównywalnym z ich rzeczywistym czasem trwania.

## Opis działania
Program VirtualDub pozwala na wybór metody kompresji, zależnie od algorytmu można określić dodatkowe wartości obrazu, takie jak rozdzielczość, ilość klatek na sekundę oraz siłę kompresji.
Użytkownik ma także do dyspozycji zbiór filtrów rozszerzających możliwości programu. Wśród najciekawszych pozycji wyróżnić można filtry rozmycia, obracania o ustalony kąt, przerzucania horyzontalnego i wertykalnego, zmianę rozmiaru i przycinanie obrazu, wstawianie dodatkowego obrazu statycznego w postaci loga oraz wpisywanie tekstów. Dodatkowe filtry uzupełniające funkcjonalność narzędzia można pobrać z Internetu.
Podczas dalszej obróbki można dokonać zmian w ścieżce dźwiękowej. Metodę kompresji dźwięku i jego jakość należy dopasować do standardu w jakim będzie zapisany obraz. VirtualDub daje możliwość wycięcia ścieżki dźwiękowej zmniejszając wielkość pliku wynikowego lub jej zapis w osobnym pliku audio.
Funkcją mogącą znacząco przyspieszyć pracę nad plikami jest opcja zachowywania ustawień procesu. Pozwala to na wczytywanie wcześniej przygotowanych profili przy konwersji innych filmów. Program może też wykonywać skrypty, w których można zapisać ustawienia programu i projektów.
Program pozwala również na: usuwanie bądź wstawianie dowolnej ilości klatek filmu, wycinanie fragmentów i wklejanie ich w innym miejscu filmu, zmianę priorytetu działania programu i użycia procesora.
VirtualDub oferuje też narzędzia do edycji heksadecymalnej, wyodrębniania nagłówka pliku AVI, testowania oraz szybki zapis w nieskompresowanym formacie AVI.